# Карла Маркса (Воронежская область)
Ка́рла Ма́ркса — посёлок в Павловском районе Воронежской области России.
Входит в состав Лосевского сельского поселения.

## География
Посёлок находится около берега реки Битюжок, на расстоянии 21 км к северо-западу от города Павловск, административного центра района.

### Часовой пояс
Посёлок Карла Маркса, как и вся Воронежская область, находится в часовой зоне МСК (московское время). Смещение применяемого времени относительно UTC составляет +3:00.

## История
Посёлок основан в 1918 году переселенцами из села Лосево.

## Население
| 1925 | 1980 | 2007 | 2009 | 2010 |
| ---- | ---- | ---- | ---- | ---- |
| 148  | ↘52  | ↗56  | ↘34  | ↗38  |